# Río Laña
Río Laña är ett vattendrag i Ekvatorialguinea. Det ligger i den centrala delen av landet, 290 km sydost om huvudstaden Malabo.